# Ruwerer Straße

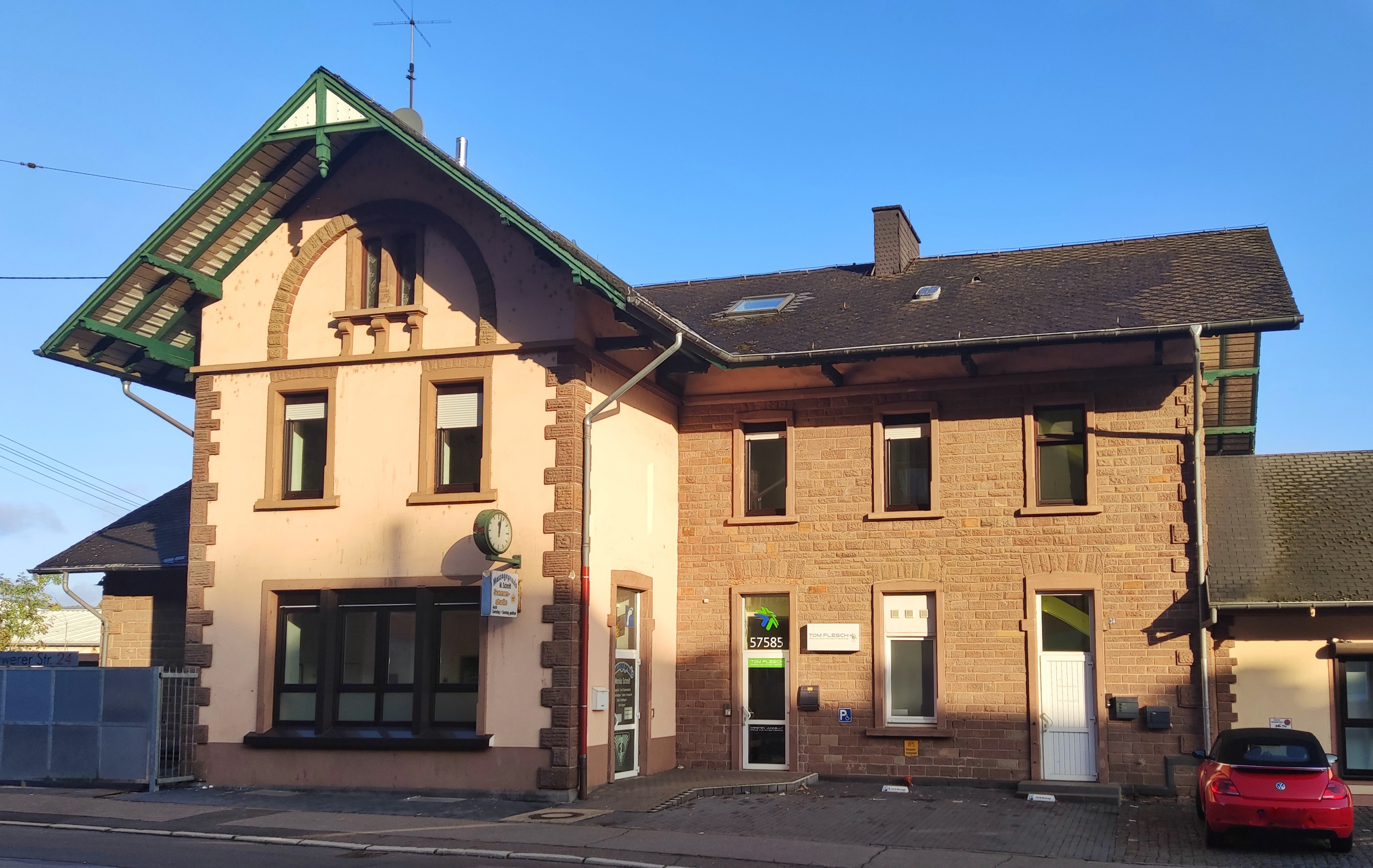
Ehemaliger Bahnhof Ruwer

Die Ruwerer Straße ist eine etwa zwei Kilometer lange Straße in Trier-Ruwer in Rheinland-Pfalz. Sie ist Teil der Landesstraße 145 und verläuft von der Loebstraße an der Pfalzeler Brücke durch ein Industriegebiet bis in die Ortslage Ruwer zur dortigen Ruwerbrücke und geht über in die Rheinstraße in Richtung Kenn/Longuich.
In Ruwer zweigt der Fischweg, Teil der Landesstraße 149, ab ins Ruwertal.
Die Straße verläuft weitgehend parallel zur Mosel, zur Bundesautobahn 602 und zur Trasse der ehemaligen Hochwaldbahn. Sie überquert den Gruberbach und den Meierbach, die vom Grüneberg von rechts zur Mosel fließen.
Der ehemalige Bahnhof Ruwer liegt an der Straße. Dort beginnt der Ruwer-Hochwald-Radweg.
Die 25 Bäume einer Platanenallee an der Ruwerer Straße sind ein eingetragenes Naturdenkmal (ND-7211-435).
Die Straße hieß bis 1969 Trierer Straße und die heutige Herzogenbuscher Straße hieß bis 1969 Ruwerer Straße.